# Обина Екезије
Обина Екезије (енгл. Obinna Ekezie; Порт Харкорт, 22. август 1975) је бивши нигеријски кошаркаш. Играо је на позицији центра. 

## Каријера
Екезије је студирао на Универзитету Мериленд од 1995. до 1999. године.
На НБА драфту 1999. одабрали су га Ванкувер гризлиси као 37 пика, за које је у дебитантској сезони 1999/00. на 39 утакмица бележио просечно 3,2 поена уз 2,4 скока. Наредне сезоне је наступао за Вашингтон и Далас. У дресу Даласа је одиграо само четири меча и није се уписао у стрелце, а за Вашингтон је на 29 сусрета убацивао просечно 3,5 поена уз 2,6 скокова. У сезони 2001/02. играо је у Лос Анђелес клиперсима, али је имао малу минутажу и учинак од само 1,9 поена по мечу.

### Црвена звезда
У децембру 2002. је потписао уговор са Црвеном звездом. Клуб је у овој сезони по први пут играо у Јадранској лиги, а поред тога је упоредо игран и домаћи шампионат. 
Екезије је у победи над бањалучким Борцем од 79:74 забележио 14 скокова, а у убедљивом тријумфу против Загреба у Београду (91:64) допринео је са 20 поена. Запажен учинак имао је и у победи над Цибоном (79:73), када је постигао 21 поен уз 13 скокова. На 10 мечева у лигашком делу Јадранске лиге имао је просеке од 16,5 поена и осам скокова уз проценте шута од 74,4 одсто за два и 84,5 одсто са линије слободних бацања. Ипак, црвено-бели нису успели да стигну до финала и поред прве позиције у лигашком делу (жребом је одређено да Звезда заузме прво место у лигашком делу испред Макабија, јер утакмица у Београду није могла да буде одиграна због ванредног стања). На финалном турниру, који је одигран у Љубљани, Звезда је поражена у полуфиналу од Задра након што је у последњим тренуцима утакмице победоносне поене постигао Мајкл Микс. Екезије је на тој утакмици забележио седам поена.
Екезије је у домаћем шампионату на седам сусрета бележио 16,3 поена и 10,3 скока, по једну блокаду и украдену лопту по мечу. Ипак, у плеј-офу Звезду је зауставио ФМП. У доигравању је имао нешто слабије партије због повреде. У пет утакмица бележио је 10,6 поена, 6,6 скокова, али и 2,80 украдених лопти по мечу.
Екезије је у Црвеној звезди одиграо укупно 25 утакмица и постигао 357 поена (просек 14,3 по мечу).

### Каснија каријера
Због повреде је пропустио целу сезону 2003/04. Након опоравка од повреде се вратио у САД и играо за члана Развојне лиге (НБДЛ) Коламбус ривердрегонс, где је добрим партијама поново успео да дође до НБА уговора, овога пута са Атланта хоксима. У Атланти је пружио и најбоље партије у својој НБА каријери. До краја 2004/05. сезоне је одиграо 42 утакмице уз просек од 5,5 поена и 4,3 скока.
У јануару 2006. се вратио у Европу и потписао за Виртус Рому (тада под спонзорским именом Лотоматика) код тренера Светислава Пешића. Сезону 2006/07. је одиграо за Динамо из Москве, након чега је завршио играчку каријеру.

## Репрезентација
Са репрезентацијом Нигерије је играо на Светском првенству 1998. у Грчкој, где је на пет одиграних утакмица бележио просечно 11 поена и 9,6 скокова.

## Остало
Након завршетка играчке каријере се вратио у Нигерију где је основао фирму која се бави организацијом путовања преко интернета.